# Naja pallida
Naja pallida é uma serpente da família dos elapídeos. É uma cobra cuspideira, ou seja, ela esguicha seu veneno no rosto dos predadores, causando irritação, cegueira temporária ou até mesmo permanente. Suas escamas são vermelho-brilhantes, tendo também um anel preto no pescoço. É encontrada em todo o leste da África. 